# The Pierces
The Pierces és un grup de rock psicodèlic fundat a Nova York, Estats Units. El grup està format per les germanes Pierce: Allison Margaret Pierce (nascuda el 23 de juliol de 1975) i Catherine Eleanor Pierce (nascuda l'11 de setembre de 1977).

## Biografia

### Infància
Les germanes Pierce van néixer amb dos anys de diferència a Birmingham (Alabama). De petites, viatjaven molt i van rebre educació a casa per part dels seus pares pertanyents al moviment hippie. El seu pare havia estat guitarrista de diversos grups mentre que sa mare era pintora. Amdues, exposades a la música i l'art des de petites, van créixer escoltant a Joni Mitchell, Simon & Garfunkel i Emmylou Harris artistes que més tard les influenciarien al llarg de la seva carrera. Des de petites, els seus pares les van animar a explorar el seu costat creatiu, que mostrarien en festes, casaments i esglésies. Allison va començar a ballar amb 3 anys i posteriorment les dues es van convertir en bones ballarines.

### Carrera musical
L'any 2000, el grup va ser descobert per un agent de Sony, i The Pierces va publicar el seu primer álbum "The Pierces", amb ells. Tot i mantenir una línea pop rock a les seves cançons, el grup acostuma a incluir elements procedents de la psicodèlia o el folk.
You & I (2011), el seu quart àlbum d'estudi, va arribar a ocupar la cuarta posició de la llista de vendes britànica. Això va ajudar a popularitzar el grup a Europa.
El 5 de desembre de 2007, The Pierces van aparèixer a la sèrie de televisió de CW, Gossip Girl, tocant les seves cançons "Secret" i "Three Wishes".
El 21 d'agost de 2008, "Secret" va aparèixer promocionalment en la capçalera d'opertura del show Dexter. El maig de 2009, el Dutch channel Net 5 va fer servir "Secret" per a promocionar els seus programes de fantasia Charmed i Ghost Whisperer. Actualment i des del seu inici el 2010, "Secret" és la cançó d'inici de la sèrie Pretty Little Liars basada en una saga de novel·les de nom homònim de l'autora nord-americana Sara Shepard. L'ús de la cançó per a la seqüència d'inici va ser suggerit per l'artista i protagonista de la sèrie Ashley Benson. "Secret" també va ser tocada durant els crèdits finals de la pel·lícula ExTerminators.

## Discografia

### Àlbums d'estudi
- The Pierces (2000)[7]

The Way
Nobody Knows
One For Me
I Don't Need You
I Feel Nothing
Be Alright
Take You Home
Waiting
Blood
Jeffrey
Wake You Up
I'll Be Dreaming
Let You Go
- Light of the Moon (2004)

The Space Song
Tonight
Save Me
Patience
A Way To Us
Louisa
Give It All Back
Beautiful Thing
You're Right
I Don't Mind
I Should've Known
- Thirteen Tales of Love and Revenge (2007)

Secret
Boring
Sticks and Stones
Lights On
Lies
Turn on Billie
Ruin
Three Wishes
The Power of...
Kill! Kill! Kill!
It Was You
Boy in a Rock and Roll Band
Go to Heaven
- You & I (2011)

You'll Be Mine
It Will Not Be Forgotten
Love You More
We Are Stars
Glorious
The Good Samaritan
Kissing You Goodbye
Close My Eyes
Space Time
Drag You Down
I Put Your Records On

### Singles
- "The Way" (2000)
- "Boring" (2007)
- "Sticks and Stones" (2007)
- "Secret" (2007)
- "You'll be Mine" (2011)
- "Glorious" (2011)
- "It Will Not be Forgotten" (2011)
- "Kissing You Goodbye" (2011)
- "I Put Your Records On" (2012)

### Videoclips
- "A Way to Us"
- "Boring"
- "Sticks and Stones"
- "Secret (Slideshow)"
- "Turn On Billie"
- "Secret"
- "Love You More"
- "You'll Be Mine"
- "We Are Stars"
- "Glorious"
- "It Will Not Be Forgotten"
- "Kissing You Goodbye"
- "I Put Your Records On" (llançat el 5 de març de 2012 a Youtube)